# Huw Stephens
Huw Stephens (* 25. května 1981 Cardiff) je velšský rozhlasový hlasatel, syn novináře Meica Stephense. Již v roce 1999, ve svých sedmnácti letech, začal moderovat na BBC Radio 1. Většinou vyslá v anglickém jazyce, avšak na BBC Radio Cymru moderuje i ve velštině. Dále pak moderoval pořad na televizní stanici S4C. V roce 2011 založil hudební ocenění Welsh Music Prize. Roku 2015 získal čestné vyznamenání na Bangorské univerzitě.